# Oppland
Oppland je okrug u Norveškoj u zemljopisnoj regiji Østlandet (Istočna Norveška).

## Zemljopis
Oppland graniči s okruzima Sør-Trøndelag, Møre og Romsdal, Sogn og Fjordane, Buskerud, Akershus, Oslo i Hedmark. Središte okruga je grad Lillehammer.
U okrugu se nalazi jezero Randsfjorden, četvrto po veličini u Norveškoj.

## Stanovništvo
Oppland je 12. po broju stanovnika okrug u Norveškoj, prema podacima iz 2008. godine u njemu živi 183.851 stanovnik, dok je gustoća naseljenosti 8 stan./km²

## Općine
Oppland je podjeljen na 26 općina:
| 1. Dovre 2. Etnedal 3. Gausdal 4. Gjøvik 5. Gran 6. Jevnaker 7. Lesja 8. Lillehammer 9. Lom 10. Lunner 11. Nord-Aurdal 12. Nord-Fron 13. Nordre Land | 1. Østre Toten 2. Øyer 3. Øystre Slidre 4. Ringebu 5. Sel 6. Skjåk 7. Søndre Land 8. Sør-Aurdal 9. Sør-Fron 10. Vågå 11. Vang 12. Vestre Slidre 13. Vestre Toten |

## Vanjske poveznice
- Službena stranica Oppland  Arhivirana inačica izvorne stranice od 9. travnja 2012. (Wayback Machine)

### Ostali projekti
|  | Zajednički poslužitelj ima još gradiva o temi Oppland |